# Hrušovany nad Jevišovkou
Hrušovany nad Jevišovkou es una localidad situada en el distrito de Znojmo, en la región de Moravia Meridional, República Checa. Tiene una población estimada, a principios del año 2022, de 3245 habitantes.
Está ubicada al suroeste de la región, cerca de la orilla del río Dyje —un afluente del río Morava que, a su vez, es afluente del Danubio— y de la frontera con Austria y la región de Vysočina, y a poca distancia al suroeste de la ciudad de Brno.